# Sutton Bridge
Sutton Bridge – wieś w Anglii, w hrabstwie Lincolnshire, w dystrykcie South Holland. Leży 71 km na południowy wschód od Lincoln i 142 km na północ od Londynu.
Miejscowość liczy 3936 mieszkańców.